# Their Law: The Singles 1990-2005
Their Law: The Singles 1990-2005 è una raccolta del gruppo musicale britannico The Prodigy, pubblicata nel 2005 dalla XL Recordings.

## Tracce

### CD
CD1
1. "Firestarter" (Original Mix) – 4:42
2. "Their Law" (05 Edit) – 5:36
3. "Breathe" (Original Mix) – 5:36
4. "Out Of Space" (Original Mix) – 5:02
5. "Smack My Bitch Up" (Original Mix) – 5:43
6. "Poison" (95 EQ) – 4:01
7. "Girls" (Original Mix) – 4:12
8. "Voodoo People" (05 Edit) – 3:40
9. "Charly" (Alley Cat Remix) – 5:22
10. "No Good (Start the Dance)" (Original Mix) – 6:19
11. "Spitfire" (05 Version) – 3:26
12. "Jericho" (Original Mix) – 3:46
13. "Everybody in the Place" (Fairground Remix) – 5:09
14. "One Love" (Original 12" Mix) – 5:25
15. "Hot Ride" (Original Mix) – 4:32

CD2
1. "Razor" (Original Mix) – 4:00
2. "Back 2 Skool" (Original Mix) –5:02
3. "Voodoo People" (Pendulum Remix) – 5:07
4. "Under My Wheels" (Remix) – 3:14
5. "No Man Army" (Edit) – 4:10
6. "Molotov Bitch" (Original Mix) – 4:54
7. "Voodoo Beats" (Original Mix) – 3:54
8. "Out Of Space" (Audio Bullys Remix) – 4:56
9. "The Way It Is" (Live Remix) – 4:16
10. "We Are The Ruffest" (Original Mix) – 5:18
11. "Your Love" (Original Mix) – 6:02
12. "Spitfire" (Live) – 4:11
13. "Their Law" (Live) – 5:31
14. "Breathe" (Live) – 6:39
15. "Serial Thrilla" (Live) – 5:15
16. "Firestarter" (Live) – 5:21

### DVD
Il DVD contiene un concerto registrato nel 1997 alla Brixton Academy e dei video promozionali dei migliori singoli del gruppo.

#### Live at Brixton Academy 1997
1. "Smack My Bitch Up"
2. "Voodoo People"
3. "Voodoo Beats"
4. "Their Law"
5. "Funky Shit"
6. "Breathe"
7. "Serial Thrilla"
8. "Mindfields"
9. "Fuel My Fire"
10. "Firestarter"

#### Promo videos
1. "Firestarter"
2. "Poison"
3. "No Good (Start the Dance)"
4. "Breathe"
5. "Out Of Space"
6. "Smack My Bitch Up"
7. "Charly"
8. "Spitfire"
9. "Voodoo People"
10. "Girls"
11. "Everybody In The Place"
12. "Baby's Got A Temper"
13. "Wind It Up"
14. "One Love"

#### Altri video
1. "Spitfire" (Concerto al Pinkpop Festival, 2005)
2. "Their Law" (Concerto sulla Piazza Rossa, 1997)
3. "Break And Enter" (Concerto al Festival di Glastonbury, 1995)
4. "Out Of Space" (Behind The Scenes)
5. "Voodoo People" (Behind The Scenes)
6. "Poison" (Behind The Scenes)
7. "Always Outnumbered Never Outgunned" (Demo Mix)
8. "Voodoo People" (Pendulum Remix)
9. "Firestarter" (Behind The Scenes)